# Natuurtuin Slatuinen

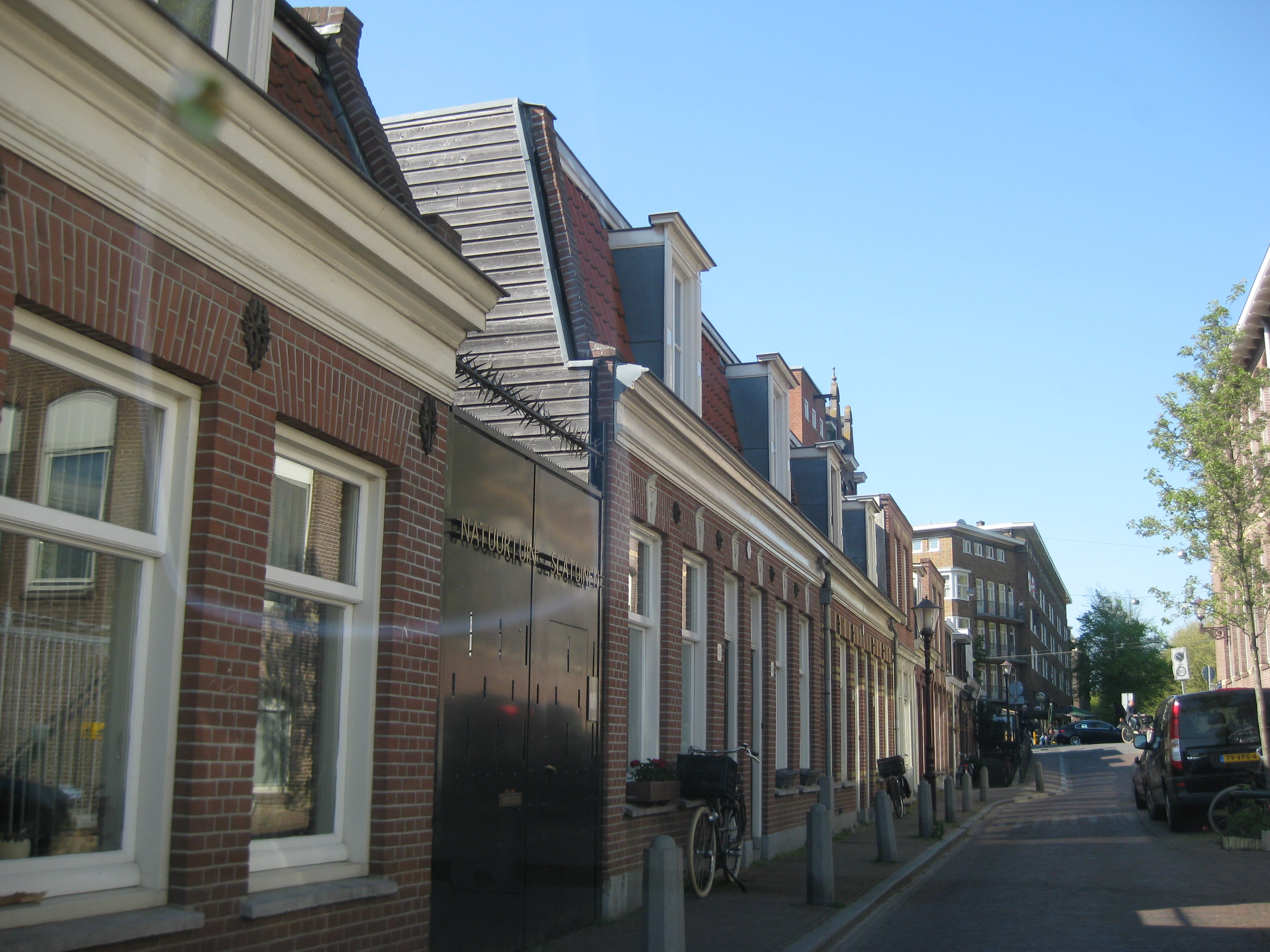
Ingang van de Natuurtuin op de Slatuinenweg

De Natuurtuin Slatuinen is een natuurtuin in de Chassébuurt in Amsterdam-West. De tuin is gelegen in een binnenterrein dat wordt omsloten door een huizenrij aan de   Slatuinenweg en de woonblokken aan de Admiraal de Ruijterweg, Chasséstraat en Jacob van Wassenaar Obdamstraat. De tuin wordt door bewoners onder deskundige begeleiding onderhouden en op bepaalde tijden in de week opengesteld. Ook komen elk jaar basisschoolkinderen op bezoek voor een natuurles.

## Geschiedenis
Het evenals de Slatuinenweg nog op polderniveau gelegen terrein van de Natuurtuin Slatuinen heeft altijd al een landelijke of groene bestemming gehad: lange tijd als polderland, vervolgens vanaf 1912 als Julianapark, het latere Wilhelminapark (toenmalige ingang aan de Chasséstraat), daarna vanaf de jaren dertig tot 1984 als kwekerij van de kwekersfamilie Hendriksen om ten slotte na een onbestemde fase vanaf 1991 een bestemming te krijgen als natuurtuin (ingang door de groene poort tussen de percelen Slatuinenweg 43 en 47).
De ontwikkeling van het terrein tot natuurtuin is te danken aan een bewonersinitiatief. In de loop van de tachtiger jaren was het stuk grond in onbruik geraakt. De ontstane wildernis bood een weelderige aanblik voor de omwonenden, maar daar kwam op een dag in 1986 een abrupt einde aan door drastische gemeentelijke houtkap, zonder verder bestemmingsplan. Bij de bewoners rijpte vervolgens het plan om de woeste schoonheid van voor 1986 voort te zetten, zij het op beteugelde wijze: aldus was het idee van een natuurtuin geboren, met een sociale en educatieve functie. Na uitgebreid overleg met betrokkenen stemde het stadsdeel in met het plan en verleende een jaarlijkse tegemoetkoming in het beheer van de tuin.